# Zjawisko astronomiczne
Zjawisko astronomiczne – ogół zdarzeń zachodzących w przestrzeni kosmicznej. Do najczęściej obserwowanych i najbardziej popularnych zjawisk astronomicznych należą:

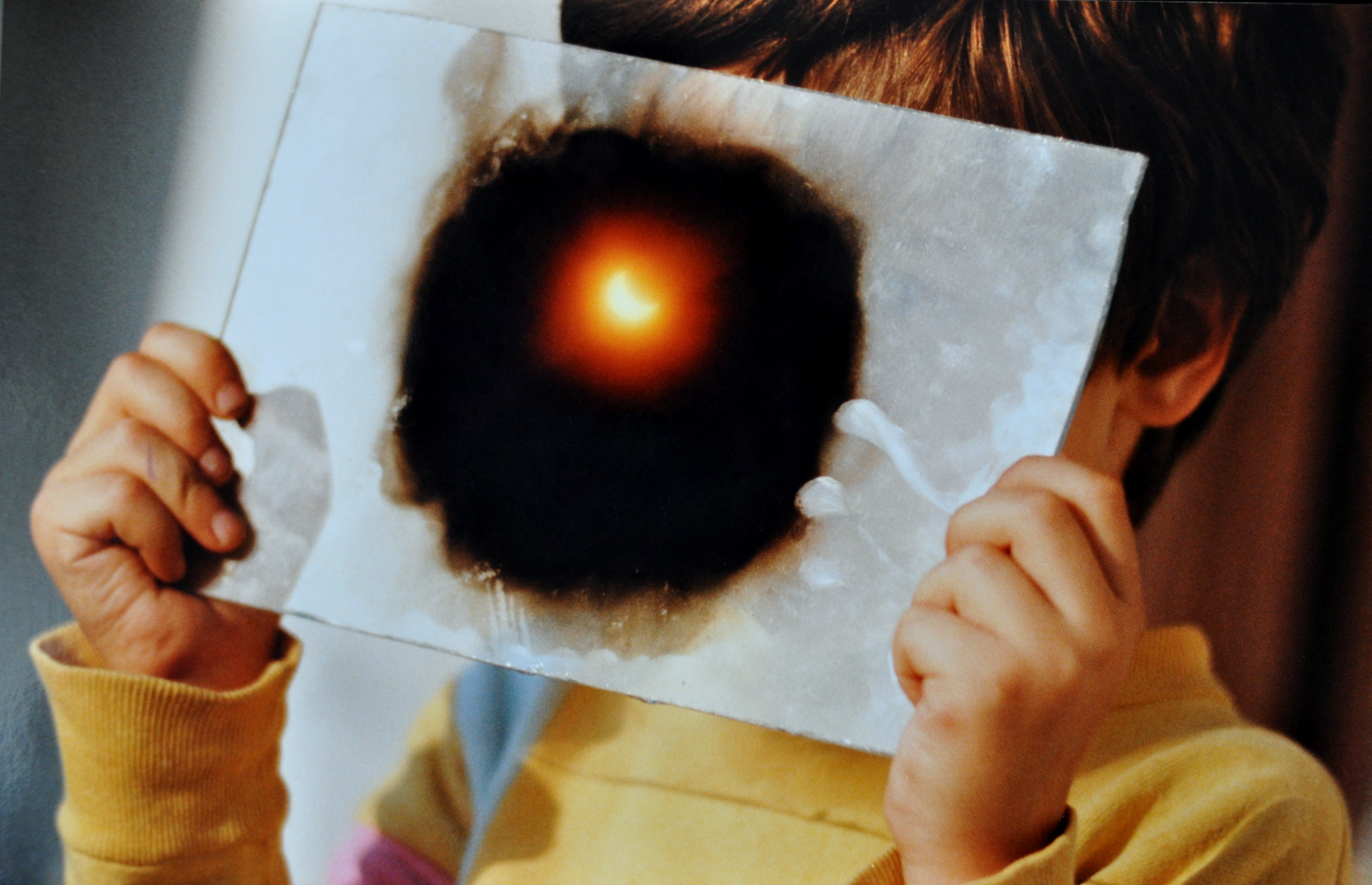
Zaćmienie słońca oglądane przez przydymione szkło

- zaćmienie Słońca,
- zaćmienie Księżyca,
- tranzyt,
- koniunkcja.